# Santi Angeli Custodi al Tritone
Die Kirche Santi Angeli Custodi war eine Kirche in Rom, in der Via del Tritone, im Stadtteil Trevi. Sie wurde zwischen 1928 und 1929 für die Verbreiterung der Via del Tritone und den Bau des Tunnels unter dem Quirinal abgerissen.
Sie wurde während des Pontifikats von Urban VIII. im Jahr 1624 geweiht und der Erzbruderschaft der Schutzengel anvertraut, die sie bis 1905 verwaltete. Danach wurde sie zur Betreuung der Kongregation der Priester des Heiligsten Herzens Jesu von Bétharram anvertraut.
Die Kirche wurde von dem Architekten Felice della Greca erbaut, während die Fassade ein Werk von Mattia de Rossi ist. Das Haus der Bruderschaft, das an das sakrale Gebäude angrenzte, enthielt ein Hochrelief mit der Darstellung eines Engels und der Inschrift „Custos in via“. Der Innenraum hatte einen elliptischen Grundriss; der Hochaltar, der 1681 nach einem Entwurf von Carlo Rainaldi fertiggestellt wurde, enthielt ein Gemälde des Schutzengels von Giacinto Brandi. An den Seiten befanden sich zwei Altäre, von denen einer dem Heiligen Antonius von Padua gewidmet war, der auf einem kostbaren römischen Gemälde von Luca Giordano dargestellt war. Der andere war der Jungfrau Maria gewidmet und zeigte ein Gemälde von Carlo Maratta, auf dem die Jungfrau Maria dem heiligen Dominikus den Rosenkranz reicht. Eine Gedenktafel im Inneren erinnerte daran, dass auch Papst Clemens XI. der Bruderschaft der Schutzengel angehörte, die die Kirche mit reichen Ornamenten ausstattete. Schließlich scheint die Kirche auch ein Gemälde von Caterina Ginnasi, einer Malerin aus dem 17. Jahrhundert, enthalten zu haben.